# Музей „Д-р Никола Незлобински“
Национална институция Музей „Д-р Никола Незлобински“ (на македонска литературна норма: Национална установа Музеј „Д-р Никола Незлобински“) е археологически, исторически и етнографски музей в град Струга, Северна Македония.
Музеят е създаден от д-р Никола Незлобински, руски лекар установил се в 1924 година в Струга, който в 1928 година представя първата зоолгическа сбирка и така основава музейното дело в града. Музеят има пет отеделения – биологическо, археологическо, етнографско, историческо и за история на изкуството.
Постоянната природонаучна сбирка, изложена в музея е от експонати изцяло от Струга и Стружко. Представени са различни видове насекоми, земноводни, влечуги ириби, които живеят в Охридското езеро, голям брой птици, животни, както и растения.
Археологическият отдел събира, евидентира и прави научна обработка и презентира в постоянната и временни изложби различни експонати от широк времеви хоризонт – от праисторията до средните векове. Същевременно публикува резултатите от научните изследвания. Най-забележителните археологически обекти са наколните селища Уста на Дрим и Връбник в Охридското езеро, Цървени ливади във Вранища, Делогожданската базилика, Плачикруша в Добровяни, Гробища в Корошища и трите раннохристиянски базилики в Радолища, Октиси и Ташмарунища, които са с уникални подови мозайки. В Миладиновата къща има постоянна изложба с части от мозайките на Октиската базилика. Археологическата сбирка се състои от костени харпуни, костени длета, каменни брадви, керамика – кантароси, тави, хидрии – метални оръдия на труда и оръжия, накити, стъкло.
Етнографското отделение се занимава с обработка на артефакти от традиционната култура в Стружко – града Струга, полските села, Горен Дримкол, Долен Дримкол и Малесията. Сбирката се състои от староградски и народни носии, накити, традиционна текстилна, метална, дървена и керамична покъщнина, предмети от народното стопанство, инструменти, както и от фотографски, аудио и видео материал. Сбирката се излага на временне или постоянни тематични изложби. Отделението организира и събитието Ревю на народни носии.
Дейността на историческото отделение е насочена към събиране, обработка и прзентиране на сведения за историческото минало на Стружко – документи и оригинални фотографии на личности, събития и места, мемоари, предмети с историческо значенее, оръжие. В чест д-р Незлобински е направена специална стая, в която са изложени документи и предмети, свързани с живота и дейността му. Част от отделението е и Миладиновата къща с постоянна изложба, посветена на живота и делото на Братя Миладинови. Отделението прави тематични изложби на историческите годишнини.
Отделението за история на изкуството събира и презентира различни произведения на църквоното изкуство, както и на съвременното изобразително изкуство. При градската църква „Свети Георги“ работи Галерия за икони. В рамките на отделението е и Галерията „Вангел Коджоман“, посветена на един от основоположниците на съвременното македонско изкуство. Освен постоянната тематична изложба на Коджоман „Струга в миналото“, се организират изложби на реномирани и млади автори и се показват гостуващи изложби. Освен дела на Коджоман сбирката има и дела на много македонски и други автори.